# José Clemente Magalhães Pinto
José Clemente Magalhães Pinto (Niterói, 13 de maio de 1923 – 9 de novembro de 2000) foi um médico brasileiro.
Graduado em medicina pela Faculdade Nacional de Medicina da Universidade do Brasil em 1947, com doutorado em medicina pela Universidade Federal do Rio de Janeiro em 1975. Foi eleito membro da Academia Nacional de Medicina em 1993, sucedendo Domingos de Paola na Cadeira 98, que tem Adolfo Frederico Luna Freire como patrono.